# Lubomír Nádeníček
Lubomír Nádeníček (* 11. März 1947 in Brünn) ist ein ehemaliger tschechischer Hürdenläufer, der für die Tschechoslowakei startete und sich auf die 110-Meter-Distanz spezialisiert hatte.
Bei den Olympischen Spielen 1968 in Mexiko-Stadt schied Nádeníček im Vorlauf und bei den Europameisterschaften 1969 in Athen im Halbfinale aus. 1971 gewann er Bronze bei den Europameisterschaften in Helsinki, und 1972 wurde er Siebter bei den Olympischen Spielen in München. Bei den Europameisterschaften 1974 in Rom erreichte er das Halbfinale, und bei den Halleneuropameisterschaften 1976 in München scheiterte er über 60 Meter Hürden in der ersten Runde.
Fünfmal wurde er Tschechoslowakischer Meister über 110 Meter Hürden (1968, 1970–1973) und zweimal Tschechoslowakischer Hallenmeister über 50 Meter Hürden (1969, 1976). Seine persönliche Bestzeit über 110 Meter Hürden von 13,4 s stellte er am 3. Juli 1971 in Prag auf.